# فهري حمزة
فهري حمزة (10 نوفمبر 1971م - ) سياسي إندونيسي ونائب رئيس مجلس تمثيل الشعب. أصبح أول عضو في الهيئة التشريعية في عام 2004 وأعيد انتخابه مرتين في نفس الدائرة الانتخابية منذ ذلك الحين.

## المسار المهني
بعد تخرجه من جامعة إندونيسيا أسس حمزة اتحاد عمال طلاب الجامعة الإسلامية الإندونيسية، وأصبح أول رئيس له في الوضع السياسي بعد سقوط سوهارتو. في وقت لاحق انضم إلى حزب العدالة والرفاهية بعد أن عمل لفترة وجيزة كخبير في مجلس الشورى الشعبي. خاض انتخابات 2004 كمرشح لمنطقته الغربية من نوسا تينجارا الغربية وفاز بمقعد. في فترته الأولى اعترف بتلقي إعانات غير متعلقة بالميزانية من وزير المصايد آنذاك روخمين داهوري، مما أدى إلى توبيخه من قبل المجلس الأخلاقي للهيئة ومنع من شغل منصب حتى عام 2009.
في عام 2009 ترشح بنجاح لإعادة انتخابه بعد فوزه بـ 105.412 صوتًا، وهو ثاني أعلى مستوى في الدائرة من أصل 10 نواب منتخبين. خلال ولايته الثانية أثار جدلاً بالدعوة إلى حل لجنة القضاء على الفساد. وفي نفس الفترة أيضًا عمل كعضو في المجلس الأخلاقي للهيئة لفترة وجيزة خلال الفترة 2011-2012.
بعد حصوله على المركز الأول في الدائرة لإعادة انتخابه للمرة الثانية في عام 2014 بأغلبية 125.083 صوتًا، تم انتخابه نائبًا لرئيس البرلمان في 2 أكتوبر، حيث انسحب الائتلاف الحاكم من الأقلية من مبنى البرلمان بسبب الظلم الظاهر لـ أغلبية المعارضة بسبب أنها تضع أعضاءها فقط في مناصب رئاسة الهيئة.
في 11 مارس 2016 تم فصله من حزب العدالة والرفاهية لأنه أدلى بالعديد من التصريحات المثيرة للجدل والعكسية وغير السليمة. ووفقاً لذلك اقترح حزبه السابق على عضو آخر في البرلمان ليديا حنيفة عمالية أن يحل محله كنائب رئيس. ومع ذلك لا يزال حمزة نشطًا كنائب لرئيس مجلس النواب اعتبارًا من ديسمبر 2017. بعد الطرد رفع دعوى قضائية ضد حزبه السابق، وفاز بعد مرافعة أمام المحكمة العليا التي منحته تعويضات بقيمة 30 مليار روبية (2.1 مليون دولار أمريكي).
أثناء التصويت على قانون الانتخابات لعام 2017، انسحبت جميع أحزاب المعارضة من مجلس النواب. ومع ذلك قرر حمزة البقاء على الرغم من معارضته الوحيدة لجزء من قانون الانتخابات ينظم عتبة الترشيح الرئاسي بنسبة 20 في المائة مع بقاء جميع الأعضاء الآخرين في التصويت لصالحه.